# یوجین نایدا
یوجین آلبرت نایدا زبانشناسی بود که نظریه هم ارزی پویا (به انگلیسی: Dynamic Equivalence) در ترجمه انجیل را توسعه داد.

## زندگی
نایدا در ۱۱ نوامبر ۱۹۱۴ در اوکلاهاما سیتی اوکلاهاما به دنیا آمد. او وقتی که جوان بود در کلیسای محلش، بنا به گفته خودش، «با پذیرفتن مسیح به عنوان ناجی اش» مسیحی شد.
وی در سال ۱۹۳۶ به عنوان دانشجوی ممتاز از دانشگاه کالیفرنیا فارغ‌التحصیل شد. بعد از آن به کمپ وایکلیف(Camp Wycliffe) رفت که نظریه ترجمه انجیل را درآنجا بیاموزد. او برای مدت کوتاهی در بین سرخپوستان تاراهومارایی در چیچوانای مکزیک کار می‌کرد، تا اینکه بخاطر مشکلات جسمانی ناشی از رژیم غذایی نامناسب و ارتفاع زیاد منطقه مجبور به ترک آنجا شد. در برهه‌ای از همین زمان، نایدا عضوی صاحب نظر در مترجمین وایکلیفی انجیل شد که یک سازمان خواهرخواندهٔ مؤسسه "Summer Institute of Linguistics" بود.(موسسه‌ای که انجیل را در سطح جهانی ترجمه می‌کند.)
در سال ۱۹۳۷، نایدا مطالعاتی را در دانشگاه کالیفرنیای جنوبی بر عهده گرفت؛ جایی که او بعدتر یعنی در سال ۱۹۳۹ مدرک کارشناسی ارشدش را در رشته زبانشناسی یونانی نوین گرفت. در همان سال، پس از استعفای کشیش اصلی در سال ۱۹۳۹، یوجین نایدا کشیش موقت کلیسای کالواری در سانا آنای کالیفرنیا شد. نایدا برخلاف پیشینه محافظه کارانه خود، در سال‌های بعد به‌طور روزافزونی جهانی و با گرایش به مسیحیت جدید شد.
در سال ۱۹۴۳، نایدا مدرک دکترای زبانشناسی خود را از دانشگاه میشیگان دریافت نمود؛ او به عنوان کشیش تعمید دهنده برگزیده شد، و با آلثی لوسیل اسپراگ ازدواج کرد. این زوج تا زمان مرگ آلثی یعنی سال ۱۹۹۳ با هم زندگی کردند. در سال ۱۹۹۷ نایدا با دکتر ماریا النا فرناندز میراندا ازدواج کرد که یک وکیل و دیپلمات بود.
نایدا در اوایل دهه ۸۰ میلادی بازنشسته شد، هرچند که به سخنرانی در دانشگاه‌های سراسر دنیا ادامه می‌داد و در شهرهای مادرید اسپانیا و بروکسل بلژیک زندگی کرد. وی در ۲۵ آگوست ۲۰۱۱ در سن ۹۶ سالگی درگذشت.

## زندگی کاری
در سال ۱۹۴۳، نایدا کارش را به عنوان زبانشناس در انجمن انجیل آمریکا (American Bible Society) شروع کرد. او خیلی زود به سِمت معاونت رئیس نسخه‌های انجیل انتخاب شد و سپس به عنوان رئیس بخش ترجمه تا پایان کار و بازنشستگی اش به کار خود ادامه داد.
نایدا در طراحی کار گروهی بین واتیکان و انجمن‌های انجیل متحد برای ترجمه انجیل‌های فرقه‌ای در سراسر دنیا بسیار مؤثر بود. این کار در سال ۱۹۶۸ آغاز شد و مطابق قانون هم ارزی کاربردیِ نایدا(Functional Equivalence) ادامه پیدا کرد.

## نظریه‌ها
نایدا فردی پیشگام در عرصه ترجمه و زبانشناسی بود.
پایان‌نامه وی یعنی "نگاهی اجمالی بر علم نحو در زبان انگلیسی" (به انگلیسی A Synopsis of English Syntax) اولین تجزیه و تحلیل تمام عیار یک زبان مهم . . برجسته‌ترین کمک وی به نظریه ترجمه، هم ارزی پو یا(Dynamic Equivalence)بود که با نام هم ارزی کاربردی (Functional Equivalence) هم شناخته می‌شد. نایدا همچنین، فن تجزیه و تحلیل جزء به جزء(componential-analysis)را توسعه داد که فنی بود که در آن، فرد با ریز کردن یا شکستن واژه‌ها معادل بهتری در ترجمه برایشان پیدا می‌کند( مثال:bachelor = male + unmarried)؛ شاید این بهترین مثال برای این فن نباشد، اگرچه معروفترین مثال است.
نظریه هم ارزی پویا ی نایدا اغلب در مقابل دیدگاه‌های فیلولوژیست@12@ها قرار می‌گیرد که مدعی اند درک متن منبع(ST) با ارزیابی الهامات روی یک صفحه بدست میاید، و اینکه معنا در متن پنهان است.(به عبارت دیگر، تمرکز آن‌ها بیشتر روی رسیدن به هم ارزی معنایی یا Semantic Equivalence است.)
این نظریه، به همراه سایر نظریه‌های تطابق نایدا، در مقاله‌اش به نام Principles of Correspondence تشریح شده‌است که آن را با این ادعا شروع می‌کند که "هیچ دو زبانی یکجور نیستند، نه در معنای داده شده با نماد مورد نظر و نه در نوع قرار گرفتن نمادها در عبارات و جملات"؛ این ادعا نتیجه می‌دهد که هیچ دو زبانی به‌طور تمام عیار، یکسان و مشابه نیستند. بنابراین، هیچ ترجمه صددرصد دقیقی وجود ندارد. درحالیکه تأثیر متن ترجمه شده ممکن است نزدیک به اثرگذاری متن اصلی باشد ولی هیچ هویت و اصلیتی در تفصیل وجود ندارد.
نایدا تفاوت‌های ترجمه را برپایه عوامل تأثیرگذار در ۳ نوع اساسی ذکر می‌کند(اضافه شده: ترجمه بر این سه اساس متفاوت است): (۱)ذات پیام؛ در برخی پیام‌ها محتوا از اهمیتی بیشتر برخوردار است و در برخی دیگر باید به فرم اولویت داد. (۲)هدف مولف و مترجم؛ اینکه بخواهند هم از محتوا و هم از فرم اطلاعات بدهند، یا بخواهند طوری متن را به خواننده بفهمانند که او تمام وجوه و اهداف پیام را دریابد، یا هدفشان الزامی باشد یعنی نه تنها تمام پیام را به خواننده منتقل کنند بلکه اجازه هیچگونه کج فهمی از ترجمه را هم ندهند. (۳)نوع مخاطب؛ مخاطبی که درآینده مؤثر خواهد بود هم در توانایی رمزگشایی و هم در علایق بالقوه متفاوت از بقیه خواهد بود.
نایدا ضمن اینکه متذکر می‌شود که در ترجمه هیچ هم ارز یا معادل یکسانی وجود ندارد، کاری که یک مترجم باید به دنبالش باشد این است که به دنبال نزدیکترین معادل طبیعی باشد(معادلی که در زبان مقصد استفاده‌اش عادی و طبیعی باشد). در اینجا او دو گرایش در ترجمه را ذکر می‌کند که برپایه دو نوع معادل مختلف است:
هم ارزی یا معادل رسمی یا قراردادی(Formal Equivalence (F-E و معادل پویا(Dynamic Equivalence (D-E
F-E هم در فرم و هم در محتوا روی خود پیام تمرکز می‌کند. پس چنین ترجمه‌هایی به ترجمه شعر به شعر، جمله به جمله و مفهوم به مفهوم مربوطند. چنین گرایش قرارداری که این نوع معادل ساختاری را متمایز می‌کند gloss translation نامیده می‌شود که در آن مترجم سعی می‌کند تا حد ممکن واژه به واژه و با معنی نزدیک به فرم و محتوای متن اصلی ترجمه کند.
بنابراین، قواعد حکمفرما بر ترجمهٔ F-E عبارتند از: باز ساخت واحدهای دستوری، هماهنگی در استفاده واژگان، و معنا با توجه به متن مبدا.
از سوی دیگر، D-E هدفش "کاملاً طبیعی بودن" بیان است. یک ترجمه D-E درابتدا به سمت هم ارز بودن پاسخ سوق پیدا می‌کند تا هم ارزی فرم. رابطه بین دریافت‌کننده زبان مقصد و پیام اساساً باید مشابه رابطه موجود بین دریافت‌کننده زبان اصلی(مبدا) و پیام باشد.
بنابراین، قواعد حکمفرما بر ترجمهٔ D-E عبارتند از: پیروی(تطابق با) زبان فرد دریافت‌کننده و فرهنگ به عنوان یک کُل، و ترجمه باید مطابق متن (یا محتوا یا Context) پیام باشد که این، گزینش سبک شناسانه و مرتب کردن اجزای اصلی پیام را درگیر می‌کند.
نایدا و لارنس ونوتی ثابت کرده‌اند که مطالعات ترجمه، نظامی پیچیده تر از آنست که در نگاه اول بنظر می‌رسد، بدین معنی که مترجم باید بدنبال چیزی ورای خود متن باشد تا متن را خُرد کرده و به محتوای درون متنی برسد و در سطح ارجاعی رمزگشایی کند_با ارزیابی آیتم‌های منحصر به فرهنگی خاص، اصطلاحات و زبان مَجاز، تا به درکی از متن مبدا(متن اصلی) دست یابد و شروع به ترجمه‌ای کند که نه تنها معنای واژه‌ها را در یک متن مشخص منتقل می‌کند بلکه تأثیر متن اصلی را بازتولید می‌کند در محدودیت‌های نظام زبانی خود مترجم. برای مثال، این گفته: مسیح، یک کسی را "ملاقات کرد". وقتی بخواهیم به زبانی که بین "برای اولین بار ملاقات کرد"، "معمولاً ملاقات میکرد" و "ملاقات کرد" ساده تفاوت قائل می‌شود با دقت زیادی ترجمه کنیم.
نایدا یک بار بخاطر تغییر بحث‌برانگیز ترجمه انجیل استاندارد(Revised Standard Version) (RSV) و حذف کلمه "پاکدامن" از بخش ۷:۱۴ اشعیا مورد انتقاد قرار گرفت. با اینحال، آنطور که کتاب Peter Thuesenیعنی در ناهماهنگی با کتب آسمانی عنوان می‌کند، نایدا در واقع عضو کمیته آن پروژه نبود.

## آثار
آثار منتشر شده وی عبارتند از:
The Bible Translator - (Journal founded and edited by Dr. Nida (retired), 1949- )
Morphology: The Descriptive Analysis of Words - (Univ. of Michigan Press, 1949)
Message and Mission - (Harper, 1960)
Customs, Culture and Christianity - (Tyndale Press, 1963)
Toward a Science of Translating - (Brill, 1964)
Religion Across Cultures - (Harper, 1968)
The Theory and Practice of Translation - (Brill, 1969, with C.R. Taber)
Language Structure and Translation: Essays - (Stanford University Press, 1975)
From One Language to Another - (Nelson, 1986, with Jan de Waard)
The Greek-English Lexicon of the New Testament Based on Semantic Domains - (UBS, 1988, with Louw)
Contexts in Translating - (John Benjamins Publishing Company, Amterdam, 2002)
Fascinated by Languages - (John Benjamins Publishing Company, Amsterdam, 2003)